# (32955) 1996 HC2
1996 HC2 (asteroide 32955) é um asteroide da cintura principal. Possui uma excentricidade de 0.24297760 e uma inclinação de 5.14793º.
Este asteroide foi descoberto no dia 24 de abril de 1996 por Yasukazu Ikari em Moriyama.